# Mario García Valdez
Mario García Valdez (Tamuín, 1963) es un abogado y educador mexicano, que funge como Secretario de Cultura del Gobierno del Estado desde el 4 de octubre de 2023.
Fue rector de la Universidad Autónoma de San Luis Potosí entre 2004 y 2012.De 2012 a 2015 fue Presidente Municipal de la Ciudad de San Luis Potosí y Director del Colegio Nacional de Educación Profesional Técnica (CONALEP) en el Estado de San Luis Potosí en México de 2019 a 2021. 
Estudió la carrera de Derecho en la propia Universidad Autónoma de San Luis Potosí, institución en la que además fue Jefe de la División de Servicios Escolares, Asesor Jurídico de la Rectoría y Secretario General.
Entre 2006 y 2008 fue presidente del Consorcio de Universidades Mexicanas (CUMex).
En el periodo 2008-2010 fungió como Presidente de la Región Noreste dentro de la Asociación Nacional de Universidades e Instituciones de Educación Superior  (ANUIES). Esta demarcación regional de la ANUIES abarca las 27 instituciones de educación superior más importantes de los estados de Coahuila, Durango, Nuevo León, San Luis Potosí, Tamaulipas y Zacatecas
Durante su gestión mejoró significativamente la imagen y prestigio académico de la UASLP, habiéndose logrado obtener desde 2004 el refrendo de la calidad educativa de las IES por alto porcentaje de alumnos inscritos en programas de buena calidad. La Universidad también recibió el Premio SEP ANUIES al Desarrollo Institucional y el Premio Nacional al Mérito Ecológico
Como Rector logró más de 160 convenios y trabajos con universidades mexicanas y extranjeras y con organismos públicos y privado, con lo que la UASLP fue sede de más de 200 congresos, simposios, encuentros, coloquios y reuniones regionales, nacionales e internacionales.
Impulsó a más de 200 alumnos realizaron estancias académicas en más de 40 universidades de México, América, Europa y Asia.
Maestros y alumnos recibieron más de 450 premios estatales, regionales, nacionales e internacionales.
Actualmente es Presidente Municipal de la Ciudad de San Luis Potosí, para el período comprendido del 1.º de octubre de 2012 al 30 de septiembre del 2015, en la cual ha impulsado a la capital potosina como una Ciudad Digital.
Logros del Ayuntamiento como Presidente Municipal
- 4.º lugar en el estudio "Doing Business 2014" en el comparativo de las Ciudades de México sobre las regulaciones que afectan a las pequeñas y medianas empresas.
- SLP una de las doce ciudades Mexicanas que obtuvieron calificaciones de más de 70 puntos en el Índice de Competitividad Sistemática.
- 3.ª Mejor Ciudad Americana del Futuro por el Financial Times.
- Entre los tres primeros lugares por Forbes en competitividad y como una de las mejores ciudades para vivir.
- La Secretaría de la Función Pública cataloga a SLP entre las diez mejores Ciudades Digitales del País debido al desarrollo del Sistema de Información Geográfica, Ventanilla Única y Simplificación Administrativa.
- Premio "I+T Gob 2013" por la CIAPEM
- Premio Nacional de Desarrollo Municipal, por cumplir con los parámetros de "Agenda desde lo local"
- 100% en materia de transparencia, con un primer lugar Estatal de acuerdo a la Cegaip en 2014.